# Divisiones administrativas de Shanxi
Shanxi, provincia de la República Popular China, está formada por Divisiones de Nivel de Prefectura formadas a su vez por Divisiones de Nivel de Distrito que a su vez están subdivididas en Divisiones de Nivel de municipio:
- Nivel de Prefectura (11)
  - 11 Ciudades de Nivel de Prefectura
- Nivel de Distrito (119)
  - 11 Ciudades de Nivel de Distrito
  - 85 Distritos
  - 23 Sectores
- Nivel de Municipio (1386)
  - 564 Pueblos
  - 634 Municipios
  - 188 Subsectores

Este cuadro muestra todas las Divisiones de Nivel de Prefectura y de Nivel de Distrito.
| Nivel de Prefectura                    | Nivel de Distrito          | Nivel de Distrito  | Nivel de Distrito   |
| Nivel de Prefectura                    | Nombre                     | Chino simplificado | Pinyin              |
| -------------------------------------- | -------------------------- | ------------------ | ------------------- |
| Ciudad de Taiyuan 太原市 Tàiyuán Shì   | Sector de Xinghualing      | 杏花岭区           | Xìnghuālǐng Qū      |
| Ciudad de Taiyuan 太原市 Tàiyuán Shì   | Sector de Xiaodian         | 小店区             | Xiǎodiàn Qū         |
| Ciudad de Taiyuan 太原市 Tàiyuán Shì   | Sector de Yingze           | 迎泽区             | Yíngzé Qū           |
| Ciudad de Taiyuan 太原市 Tàiyuán Shì   | Sector de Jiancaoping      | 尖草坪区           | Jiāncǎopíng Qū      |
| Ciudad de Taiyuan 太原市 Tàiyuán Shì   | Sector de Wanbailin        | 万柏林区           | Wànbǎilín Qū        |
| Ciudad de Taiyuan 太原市 Tàiyuán Shì   | Sector de Jinyuan          | 晋源区             | Jìnyuán Qū          |
| Ciudad de Taiyuan 太原市 Tàiyuán Shì   | Ciudad de Gujiao           | 古交市             | Gǔjiāo Shì          |
| Ciudad de Taiyuan 太原市 Tàiyuán Shì   | Distrito de Qingxu         | 清徐县             | Qīngxú Xiàn         |
| Ciudad de Taiyuan 太原市 Tàiyuán Shì   | Distrito de Yangqu         | 阳曲县             | Yángqǔ Xiàn         |
| Ciudad de Taiyuan 太原市 Tàiyuán Shì   | Distrito de Loufan         | 娄烦县             | Lóufán Xiàn         |
| Ciudad de Datong 大同市 Dàtóng Shì     | Sector Urbano              | 城区               | Chéng Qū            |
| Ciudad de Datong 大同市 Dàtóng Shì     | Sector de Mining           | 矿区               | Kuàng Qū            |
| Ciudad de Datong 大同市 Dàtóng Shì     | Sector de Nanjiao          | 南郊区             | Nánjiāo Qū          |
| Ciudad de Datong 大同市 Dàtóng Shì     | Sector de Xinrong          | 新荣区             | Xīnróng Qū          |
| Ciudad de Datong 大同市 Dàtóng Shì     | Distrito de Yanggao        | 阳高县             | Yánggāo Xiàn        |
| Ciudad de Datong 大同市 Dàtóng Shì     | Distrito de Tianzhen       | 天镇县             | Tiānzhèn Xiàn       |
| Ciudad de Datong 大同市 Dàtóng Shì     | Distrito de Guangling      | 广灵县             | Guǎnglíng Xiàn      |
| Ciudad de Datong 大同市 Dàtóng Shì     | Distrito de Lingqiu        | 灵丘县             | Língqiū Xiàn        |
| Ciudad de Datong 大同市 Dàtóng Shì     | Distrito de Hunyuan        | 浑源县             | Húnyuán Xiàn        |
| Ciudad de Datong 大同市 Dàtóng Shì     | Distrito de Zuoyun         | 左云县             | Zuǒyún Xiàn         |
| Ciudad de Datong 大同市 Dàtóng Shì     | Distrito de Datong         | 大同县             | Dàtóng Xiàn         |
| Ciudad de Shuozhou 朔州市 Shuòzhōu Shì | Sector de Shuocheng        | 朔城区             | Shuòchéng Qū        |
| Ciudad de Shuozhou 朔州市 Shuòzhōu Shì | Sector de Pinglu           | 平鲁区             | Pínglǔ Qū           |
| Ciudad de Shuozhou 朔州市 Shuòzhōu Shì | Distrito de Shanyin        | 山阴县             | Shānyīn Xiàn        |
| Ciudad de Shuozhou 朔州市 Shuòzhōu Shì | Distrito de Ying           | 应县               | Yìng Xiàn           |
| Ciudad de Shuozhou 朔州市 Shuòzhōu Shì | Distrito de Youyu          | 右玉县             | Yòuyù Xiàn          |
| Ciudad de Shuozhou 朔州市 Shuòzhōu Shì | Distrito de Huairen        | 怀仁县             | Huáirén Xiàn        |
| Ciudad de Yangquan 阳泉市 Yángquán Shì | Sector Urbano              | 城区               | Chéng Qū            |
| Ciudad de Yangquan 阳泉市 Yángquán Shì | Sector de Mining           | 矿区               | Kuàng Qū            |
| Ciudad de Yangquan 阳泉市 Yángquán Shì | Sector Suburbano           | 郊区               | Jiāo Qū             |
| Ciudad de Yangquan 阳泉市 Yángquán Shì | Distrito de Pingding       | 平定县             | Píngdìng Xiàn       |
| Ciudad de Yangquan 阳泉市 Yángquán Shì | Distrito de Yu             | 盂县               | Yù Xiàn             |
| Ciudad de Changzhi 长治市 Chángzhì Shì | Sector Urbano              | 城区               | Chéng Qū            |
| Ciudad de Changzhi 长治市 Chángzhì Shì | Sector Suburbano de Jiaoqu | 郊区               | Jiāo Qū             |
| Ciudad de Changzhi 长治市 Chángzhì Shì | Ciudad de Lucheng          | 潞城市             | Lùchéng Shì         |
| Ciudad de Changzhi 长治市 Chángzhì Shì | Distrito de Changzhi       | 长治县             | Chángzhì Xiàn       |
| Ciudad de Changzhi 长治市 Chángzhì Shì | Distrito de Xiangyuan      | 襄垣县             | Xiāngyuán Xiàn      |
| Ciudad de Changzhi 长治市 Chángzhì Shì | Distrito de Tunliu         | 屯留县             | Túnliú Xiàn         |
| Ciudad de Changzhi 长治市 Chángzhì Shì | Distrito de Pingshun       | 平顺县             | Píngshùn Xiàn       |
| Ciudad de Changzhi 长治市 Chángzhì Shì | Distrito de Licheng        | 黎城县             | Líchéng Xiàn        |
| Ciudad de Changzhi 长治市 Chángzhì Shì | Distrito de Huguan         | 壶关县             | Húguān Xiàn         |
| Ciudad de Changzhi 长治市 Chángzhì Shì | Distrito de Zhangzi        | 长子县             | Zhǎngzǐ Xiàn        |
| Ciudad de Changzhi 长治市 Chángzhì Shì | Distrito de Wuxiang        | 武乡县             | Wǔxiāng Xiàn        |
| Ciudad de Changzhi 长治市 Chángzhì Shì | Distrito de Qin            | 沁县               | Qìn Xiàn            |
| Ciudad de Changzhi 长治市 Chángzhì Shì | Distrito de Qinyuan        | 沁源县             | Qìnyuán Xiàn        |
| Ciudad de Jincheng 晋城市 Jìnchéng Shì | Sector Urbano              | 城区               | Chéng Qū            |
| Ciudad de Jincheng 晋城市 Jìnchéng Shì | Ciudad de Gaoping          | 高平市             | Gāopíng Shì         |
| Ciudad de Jincheng 晋城市 Jìnchéng Shì | Distrito de Zezhou         | 泽州县             | Zézhōu Xiàn         |
| Ciudad de Jincheng 晋城市 Jìnchéng Shì | Distrito de Qinshui        | 沁水县             | Qìnshuǐ Xiàn        |
| Ciudad de Jincheng 晋城市 Jìnchéng Shì | Distrito de Yangcheng      | 阳城县             | Yángchéng Xiàn      |
| Ciudad de Jincheng 晋城市 Jìnchéng Shì | Distrito de Lingchuan      | 陵川县             | Língchuān Xiàn      |
| Ciudad de Xinzhou 忻州市 Xīnzhōu Shì   | Sector de Xinfu            | 忻府区             | Xīnfǔ Qū            |
| Ciudad de Xinzhou 忻州市 Xīnzhōu Shì   | Ciudad de Yuanping         | 原平市             | Yuánpíng Shì        |
| Ciudad de Xinzhou 忻州市 Xīnzhōu Shì   | Distrito de Dingxiang      | 定襄县             | Dìngxiāng Xiàn      |
| Ciudad de Xinzhou 忻州市 Xīnzhōu Shì   | Distrito de Wutai          | 五台县             | Wǔtái Xiàn          |
| Ciudad de Xinzhou 忻州市 Xīnzhōu Shì   | Distrito de Dai            | 代县               | Dài Xiàn            |
| Ciudad de Xinzhou 忻州市 Xīnzhōu Shì   | Distrito de Fanshi         | 繁峙县             | Fánshì Xiàn not zhì |
| Ciudad de Xinzhou 忻州市 Xīnzhōu Shì   | Distrito de Ningwu         | 宁武县             | Níngwǔ Xiàn         |
| Ciudad de Xinzhou 忻州市 Xīnzhōu Shì   | Distrito de Jingle         | 静乐县             | Jìnglè Xiàn         |
| Ciudad de Xinzhou 忻州市 Xīnzhōu Shì   | Distrito de Shenchi        | 神池县             | Shénchí Xiàn        |
| Ciudad de Xinzhou 忻州市 Xīnzhōu Shì   | Distrito de Wuzhai         | 五寨县             | Wǔzhài Xiàn         |
| Ciudad de Xinzhou 忻州市 Xīnzhōu Shì   | Distrito de Kelan          | 岢岚县             | Kělán Xiàn          |
| Ciudad de Xinzhou 忻州市 Xīnzhōu Shì   | Distrito de Hequ           | 河曲县             | Héqǔ Xiàn           |
| Ciudad de Xinzhou 忻州市 Xīnzhōu Shì   | Distrito de Baode          | 保德县             | Bǎodé Xiàn          |
| Ciudad de Xinzhou 忻州市 Xīnzhōu Shì   | Distrito de Pianguan       | 偏关县             | Piānguān Xiàn       |
| Ciudad de Jinzhong 晋中市 Jìnzhōng shì | Sector de Yuci             | 榆次区             | Yúcì Qū             |
| Ciudad de Jinzhong 晋中市 Jìnzhōng shì | Ciudad de Jiexiu           | 介休市             | Jièxiū Shì          |
| Ciudad de Jinzhong 晋中市 Jìnzhōng shì | Distrito de Yushe          | 榆社县             | Yúshè Xiàn          |
| Ciudad de Jinzhong 晋中市 Jìnzhōng shì | Distrito de Zuoquan        | 左权县             | Zuǒquán Xiàn        |
| Ciudad de Jinzhong 晋中市 Jìnzhōng shì | Distrito de Heshun         | 和顺县             | Héshùn Xiàn         |
| Ciudad de Jinzhong 晋中市 Jìnzhōng shì | Distrito de Xiyang         | 昔阳县             | Xīyáng Xiàn         |
| Ciudad de Jinzhong 晋中市 Jìnzhōng shì | Distrito de Shouyang       | 寿阳县             | Shòuyáng Xiàn       |
| Ciudad de Jinzhong 晋中市 Jìnzhōng shì | Distrito de Taigu          | 太谷县             | Tàigǔ Xiàn          |
| Ciudad de Jinzhong 晋中市 Jìnzhōng shì | Distrito de Qi             | 祁县               | Qí Xiàn             |
| Ciudad de Jinzhong 晋中市 Jìnzhōng shì | Distrito de Pingyao        | 平遥县             | Píngyáo Xiàn        |
| Ciudad de Jinzhong 晋中市 Jìnzhōng shì | Distrito de Lingshi        | 灵石县             | Língshí Xiàn        |
| Ciudad de Linfen 临汾市 Línfén Shì     | Sector de Yaodu            | 尧都区             | Yáodū Qū            |
| Ciudad de Linfen 临汾市 Línfén Shì     | Ciudad de Houma            | 侯马市             | Hóumǎ Shì           |
| Ciudad de Linfen 临汾市 Línfén Shì     | Ciudad de Huozhou          | 霍州市             | Huòzhōu Shì         |
| Ciudad de Linfen 临汾市 Línfén Shì     | Distrito de Quwo           | 曲沃县             | Qǔwò Xiàn           |
| Ciudad de Linfen 临汾市 Línfén Shì     | Distrito de Yicheng        | 翼城县             | Yìchéng Xiàn        |
| Ciudad de Linfen 临汾市 Línfén Shì     | Distrito de Xiangfen       | 襄汾县             | Xiāngfén Xiàn       |
| Ciudad de Linfen 临汾市 Línfén Shì     | Distrito de Hongdong       | 洪洞县             | Hóngdòng Xiàn       |
| Ciudad de Linfen 临汾市 Línfén Shì     | Distrito de Gu             | 古县               | Gǔ Xiàn             |
| Ciudad de Linfen 临汾市 Línfén Shì     | Distrito de Anze           | 安泽县             | Ānzé Xiàn           |
| Ciudad de Linfen 临汾市 Línfén Shì     | Distrito de Fushan         | 浮山县             | Fúshān Xiàn         |
| Ciudad de Linfen 临汾市 Línfén Shì     | Distrito de Ji             | 吉县               | Jí Xiàn             |
| Ciudad de Linfen 临汾市 Línfén Shì     | Distrito de Xiangning      | 乡宁县             | Xiāngníng Xiàn      |
| Ciudad de Linfen 临汾市 Línfén Shì     | Distrito de Pu             | 蒲县               | Pú Xiàn             |
| Ciudad de Linfen 临汾市 Línfén Shì     | Distrito de Daning         | 大宁县             | Dàníng Xiàn         |
| Ciudad de Linfen 临汾市 Línfén Shì     | Distrito de Yonghe         | 永和县             | Yǒnghé Xiàn         |
| Ciudad de Linfen 临汾市 Línfén Shì     | Distrito de Xi             | 隰县               | Xí Xiàn             |
| Ciudad de Linfen 临汾市 Línfén Shì     | Distrito de Fenxi          | 汾西县             | Fénxī Xiàn          |
| Ciudad de Yuncheng 运城县 Yùnchéng Shì | Sector de Yanhu            | 盐湖区             | Yánhú Qū            |
| Ciudad de Yuncheng 运城县 Yùnchéng Shì | Ciudad de Yongji           | 永济市             | Yǒngjì Shì          |
| Ciudad de Yuncheng 运城县 Yùnchéng Shì | Ciudad de Hejin            | 河津市             | Héjīn Shì           |
| Ciudad de Yuncheng 运城县 Yùnchéng Shì | Distrito de Ruicheng       | 芮城县             | Ruìchéng Xiàn       |
| Ciudad de Yuncheng 运城县 Yùnchéng Shì | Distrito de Linyi          | 临猗县             | Línyī Xiàn          |
| Ciudad de Yuncheng 运城县 Yùnchéng Shì | Distrito de Wanrong        | 万荣县             | Wànróng Xiàn        |
| Ciudad de Yuncheng 运城县 Yùnchéng Shì | Distrito de Xinjiang       | 新绛县             | Xīnjiàng Xiàn       |
| Ciudad de Yuncheng 运城县 Yùnchéng Shì | Distrito de Jishan         | 稷山县             | Jìshān Xiàn         |
| Ciudad de Yuncheng 运城县 Yùnchéng Shì | Distrito de Wenxi          | 闻喜县             | Wénxǐ Xiàn          |
| Ciudad de Yuncheng 运城县 Yùnchéng Shì | Distrito de Xia            | 夏县               | Xià Xiàn            |
| Ciudad de Yuncheng 运城县 Yùnchéng Shì | Distrito de Jiang          | 绛县               | Jiàng Xiàn          |
| Ciudad de Yuncheng 运城县 Yùnchéng Shì | Distrito de Pinglu         | 平陆县             | Pínglù Xiàn         |
| Ciudad de Yuncheng 运城县 Yùnchéng Shì | Distrito de Yuanqu         | 垣曲县             | Yuánqǔ Xiàn         |
| Ciudad de Luliang 吕梁市 Lǚlíang Shì   | Sector de Lishi            | 离石区             | Líshí Qū            |
| Ciudad de Luliang 吕梁市 Lǚlíang Shì   | Ciudad de Xiaoyi           | 孝义市             | Xiàoyì Shì          |
| Ciudad de Luliang 吕梁市 Lǚlíang Shì   | Ciudad de Fenyang          | 汾阳市             | Fényáng Shì         |
| Ciudad de Luliang 吕梁市 Lǚlíang Shì   | Distrito de Wenshui        | 文水县             | Wénshuǐ Xiàn        |
| Ciudad de Luliang 吕梁市 Lǚlíang Shì   | Distrito de Zhongyang      | 中阳县             | Zhōngyáng Xiàn      |
| Ciudad de Luliang 吕梁市 Lǚlíang Shì   | Distrito de Xing           | 兴县               | Xīng Xiàn           |
| Ciudad de Luliang 吕梁市 Lǚlíang Shì   | Distrito de Lin            | 临县               | Lín Xiàn            |
| Ciudad de Luliang 吕梁市 Lǚlíang Shì   | Distrito de Fangshan       | 方山县             | Fāngshān Xiàn       |
| Ciudad de Luliang 吕梁市 Lǚlíang Shì   | Distrito de Liulin         | 柳林县             | Liǔlín Xiàn         |
| Ciudad de Luliang 吕梁市 Lǚlíang Shì   | Distrito de Lan            | 岚县               | Lán Xiàn            |
| Ciudad de Luliang 吕梁市 Lǚlíang Shì   | Distrito de Jiaokou        | 交口县             | Jiāokǒu Xiàn        |
| Ciudad de Luliang 吕梁市 Lǚlíang Shì   | Distrito de Jiaocheng      | 交城县             | Jiāochéng Xiàn      |
| Ciudad de Luliang 吕梁市 Lǚlíang Shì   | Distrito de Shilou         | 石楼县             | Shílóu Xiàn         |

Cambios recientes:
- 1996: el Distrito de Lishi (离石县) de la Prefectura de Luliang (ahora Ciudad de Nivel de Prefectura) se convierte en Ciudad de Nivel de Distrito.
- 1996: El Sector Suburbano (郊区) de la Ciudad de Nivel de Prefectura de Jincheng se convierte en el Distrito de Zezhou.
- 1996: El Distrito de Fenyang de la Prefectura de Luliang (ahora Ciudad de Nivel de Prefectura de Luliang) se convierte en la Ciudad de Nivel de Distrito de Fenyang.
- 1997: Reorganización de los distritos de la Ciudad de Nivel de Prefectura de Taiyuan: los distritos de Nancheng (南城), Beicheng (北城), Hexi (河西), Nanjiao (南郊) y Beijiao (北郊) son disueltos y reemplazados por los Sectores de Xiaodian, Yingze, Xinghualing, Jiancaoping, Wanbailin y Jinyuan.
- 1999: La Prefectura de Jinzhong (晋中地区) se convierte en la Ciudad de Nivel de Prefectura de Jinzhong; su capital, la Ciudad de Nivel de Distrito de Yuci, se convierte en el Distrito de Yuci.
- 2000: La Prefectura de Xinzhou (忻州地区) se convierte en la Ciudad de Nivel de Prefectura de Xinzhou; su capital, la Ciudad de Nivel de Distrito de Xinzhou, se convierte en el Sector de Xinfu.
- 2000: La Prefectura de Yuncheng (运城地区) se convierte en la Ciudad de Nivel de Prefectura de Yuncheng; su capital, la Ciudad de Nivel de Distrito de Yuncheng, se convierte en el Sector de Yanhu.
- 2000: La Prefectura de Linfen (临汾地区) se convierte en la Ciudad de Nivel de Prefectura de Linfen; su capital, la Ciudad de Nivel de Distrito de Linfen, se convierte en el Sector de Yaodu.
- 2003: La última Prefectura de la provincia de Shanxi, la de Luliang (吕梁地区), se convierte en la Ciudad de Nivel de Prefectura de Luliang; su capital, la Ciudad de Nivel de Distrito de Lishi, se convierte en el Sector de Lishi.

- Datos: Q2577212